# Omorgus tytus
Omorgus tytus is een keversoort uit de familie beenderknagers (Trogidae). De wetenschappelijke naam van de soort is voor het eerst geldig gepubliceerd in 1940 door Robinson.